# Liste der Kulturdenkmäler in Wetzlar
Die folgende Liste enthält die in der Denkmaltopographie ausgewiesenen Kulturdenkmäler auf dem Gebiet  der  Stadt Wetzlar, Lahn-Dill-Kreis, Hessen.
Hinweis: Die Reihenfolge der Denkmäler in dieser Liste orientiert sich zunächst an Stadtteilen und anschließend der Anschrift, alternativ ist sie auch nach der Bezeichnung, der vom Landesamt für Denkmalpflege vergebenen Nummer oder der Bauzeit sortierbar.
Kulturdenkmäler werden fortlaufend im Denkmalverzeichnis des Landes Hessen durch das Landesamt für Denkmalpflege Hessen auf Basis des Hessischen Denkmalschutzgesetzes (HDSchG) geführt. Die Schutzwürdigkeit eines Kulturdenkmals hängt nicht von der Eintragung in das Denkmalverzeichnis des Landes Hessen oder der Veröffentlichung in der Denkmaltopographie ab.

Die Kulturdenkmäler der Stadt sind verschiedenen Gesamtanlagen zugeordnet, die auch als solche denkmalgeschützt sind. Zwecks Übersichtlichkeit wurden die geschützten Einzelobjekte innerhalb der größten dieser Gesamtanlagen, die den historischen Stadtkern umfasst, ausgelagert:
- Liste der Kulturdenkmäler in der Gesamtanlage Historische Altstadt

In dieser folgenden Liste werden daher nur diejenigen Kulturdenkmäler der Kernstadt aufgeführt, die einer anderen oder keiner Gesamtanlage zugeordnet sind.
Die Kulturdenkmäler der Stadtteile sind in eigenen Listen erfasst:
- Liste der Kulturdenkmäler in Blasbach
- Liste der Kulturdenkmäler in Dutenhofen
- Liste der Kulturdenkmäler in Garbenheim
- Liste der Kulturdenkmäler in Hermannstein
- Liste der Kulturdenkmäler in Münchholzhausen
- Liste der Kulturdenkmäler in Nauborn
- Liste der Kulturdenkmäler in Naunheim (Wetzlar)
- Liste der Kulturdenkmäler in Steindorf (Wetzlar)

| Bild                                                                    | Bezeichnung                                              | Lage | Beschreibung | Bauzeit                                | Objekt-Nr. |
| ----------------------------------------------------------------------- | -------------------------------------------------------- | --- | --- | -------------------------------------- | ---------- |
| Geschäftshaus                                                           | Geschäftshaus                                            | Albinistraße 25 LageFlur: 45, Flurstück: 134 | |                                        | 24465 DDB  |
| Villa, Garten Terrasse, Stützmauer                                      | Villa, Garten Terrasse, Stützmauer                       | Am Deutschherrenberg 1f LageFlur: 9, Flurstück: 27/4 | |                                        | 24468 DDB  |
| Stabsgebäude                                                            | Sixt-von-Armin-Kaserne                                   | An der Kommandantur 3 LageFlur: 55, Flurstück: 72/80 | |                                        | 25247 DDB  |
|                                                                         |                                                          | Bahnhofstraße 1 LageFlur: 12, Flurstück: 491/92 | |                                        | 24482 DDB  |
|                                                                         |                                                          | Bahnhofstraße 9 LageFlur: 12, Flurstück: 342/90 | |                                        | 24485 DDB  |
|                                                                         |                                                          | Bergstraße 3 LageFlur: 13, Flurstück: 41/3 | |                                        | 24513 DDB  |
|                                                                         |                                                          | Bergstraße 5 LageFlur: 13, Flurstück: 41/2 | |                                        | 24514 DDB  |
|                                                                         |                                                          | Bergstraße 19 LageFlur: 13, Flurstück: 268/72 | |                                        | 24512 DDB  |
|                                                                         |                                                          | Bergstraße 21 LageFlur: 13, Flurstück: 269/72 | |                                        | 24515 DDB  |
| Wohnhaus                                                                | Wohnhaus                                                 | Bergstraße 24 LageFlur: 13, Flurstück: 141/3 | |                                        | 24518 DDB  |
|                                                                         |                                                          | Bergstraße 26 LageFlur: 13, Flurstück: 143/7 | |                                        | 24520 DDB  |
|                                                                         |                                                          | Bergstraße 32 LageFlur: 40, Flurstück: 141/1 | |                                        | 24522 DDB  |
|                                                                         |                                                          | Bergstraße 45 LageFlur: 12, Flurstück: 116/3 | |                                        | 24524 DDB  |
|                                                                         |                                                          | Blasbacher Weg 13 LageFlur: 4, Flurstück: 68/8 | |                                        | 24527 DDB  |
| weitere Bilder                                                          | Bismarckturm                                             | Brückenborn Lage | Der 1901 umgestaltete mittelalterliche Wachturm Garbenheimer Warte |                                        |            |
| weitere Bilder                                                          |                                                          | Brühlsbachstraße 1 LageFlur: 12, Flurstück: 50/2 | |                                        | 24568 DDB  |
|                                                                         |                                                          | Brühlsbachstraße 2b LageFlur: 13, Flurstück: 5/15 | |                                        | 24569 DDB  |
| weitere Bilder                                                          | Bruchsteinmauerzug                                       | Brühlsbachstraße 3 LageFlur: 12, Flurstück: 51/2 | |                                        | 24570 DDB  |
| Bruchsteinmauerzug                                                      | Bruchsteinmauerzug                                       | Brühlsbachstraße 5 LageFlur: 12, Flurstück: 364/52 | siehe Brühlsbachstraße 3 |                                        | 24570 DDB  |
| Bruchsteinmauerzug                                                      | Bruchsteinmauerzug                                       | Brühlsbachstraße 7 LageFlur: 12, Flurstück: 365/53 | siehe Brühlsbachstraße 3 |                                        | 24570 DDB  |
|                                                                         |                                                          | Brühlsbachstraße 8 LageFlur: 13, Flurstück: 59/1 | |                                        | 24573 DDB  |
| weitere Bilder                                                          |                                                          | Brühlsbachstraße 9 LageFlur: 1, Flurstück: 366/54 | |                                        | 24574 DDB  |
| weitere Bilder                                                          |                                                          | Brühlsbachstraße 13 LageFlur: 12, Flurstück: 56/1 | |                                        | 24576 DDB  |
| weitere Bilder                                                          |                                                          | Brühlsbachstraße 20 LageFlur: 13, Flurstück: 619/64 | |                                        | 24578 DDB  |
| weitere Bilder                                                          |                                                          | Brühlsbachstraße 23 LageFlur: 40, Flurstück: 231/139 | |                                        | 24580 DDB  |
|                                                                         |                                                          | Brühlsbachstraße 26 LageFlur: 13, Flurstück: 67/6 | |                                        | 24582 DDB  |
| weitere Bilder                                                          |                                                          | Brühlsbachstraße 30 LageFlur: 13, Flurstück: 535/149 | |                                        | 25200 DDB  |
| weitere Bilder                                                          |                                                          | Brühlsbachstraße 33/35 LageFlur: 40, Flurstück: 432/1; 132/2                                                                                             | |                                        | 24585 DDB  |
|                                                                         |                                                          | Brühlsbachstraße 42 LageFlur: 13, Flurstück: 547/181 | |                                        | 24586 DDB  |
| weitere Bilder                                                          |                                                          | Brühlsbachstraße 44 LageFlur: 13, Flurstück: 546/181 | |                                        | 24587 DDB  |
|                                                                         |                                                          | Brühlsbachstraße 48 LageFlur: 42, Flurstück: 62/8 | |                                        | 24589 DDB  |
| Direktorenvilla                                                         | Direktorenvilla                                          | Buderusplatz (Werksgelände Buderus) LageFlur: 1, Flurstück: 220/1                                                                                        | |                                        | 25260 DDB  |
|                                                                         |                                                          | Buderusplatz 1 LageFlur: 2, Flurstück: 155/2, 155/4 | |                                        | 24597 DDB  |
| weitere Bilder                                                          |                                                          | Buderusplatz 5 LageFlur: 12, Flurstück: 705/95 | |                                        | 24598 DDB  |
| weitere Bilder                                                          | Burg Kalsmunt                                            | Burgweg ohne Nummer Lage | Burgruine der alten Reichsburg Kalsmunt |                                        |            |
|                                                                         |                                                          | Butzbacher Gasse 11 LageFlur: 14, Flurstück: 159 | |                                        | 24601 DDB  |
| weitere Bilder                                                          | Mittelalterliche Stadtmauer                              | Butzbacher Gasse ohne Nummer LageFlur: 14, Flurstück: 605/162                                                                                            | |                                        | 24604      |
|                                                                         |                                                          | Eduard-Kaiser-Straße 2a–d LageFlur: 12, Flurstück: 412/70                                                                                                | |                                        | 30029 DDB  |
|                                                                         |                                                          | Eduard-Kaiser-Straße 30–34 LageFlur: 45, Flurstück: 79; 82                                                                                               | |                                        | 24644 DDB  |
|                                                                         |                                                          | Eduard-Kaiser-Straße 35 LageFlur: 45, Flurstück: 140/1                                                                                                   | |                                        | 24646 DDB  |
|                                                                         |                                                          | Eduard-Kaiser-Straße 37 LageFlur: 45, Flurstück: 141/1                                                                                                   | |                                        | 24648 DDB  |
|                                                                         |                                                          | Eduard-Kaiser-Straße 38 LageFlur: 45, Flurstück: 137/1                                                                                                   | |                                        | 24650 DDB  |
|                                                                         |                                                          | Elisabethenstraße 29 LageFlur: 8, Flurstück: 45/471/2 | |                                        | 24663 DDB  |
|                                                                         |                                                          | Elisabethenstraße 36 LageFlur: 7, Flurstück: 161 | |                                        | 24664 DDB  |
|                                                                         |                                                          | Elisabethenstraße 51 LageFlur: 8, Flurstück: 66/2 | |                                        | 24665 DDB  |
| Firmengebäude der Firma Leica Microsystems                              | Firmengebäude der Firma Leica Microsystems               | Ernst-Leitz-Straße 17–37 LageFlur: 17, Flurstück: 149/1, 438/149, 441/150, 437/149, 150/9, 143/1, 141/1, 140/1, 140/2, 139/1, 139/2, 139/3, 138/1, 135/1 | |                                        | 25201 DDB  |
| Neues Rathaus                                                           | Neues Rathaus                                            | Ernst-Leitz-Straße 30 LageFlur: 17, Flurstück: 38/3, 38/4, 38/15, 38/16, 404/32, 409/39                                                                  | Ehemaliges Verwaltungsgebäude der Firma Leica |                                        | 24693 DDB  |
|                                                                         |                                                          | Ernst-Leitz-Straße 45 LageFlur: 17, Flurstück: 126 | |                                        | 24694 DDB  |
|                                                                         |                                                          | Ernst-Leitz-Straße 46/46a LageFlur: 17, Flurstück: 58/5                                                                                                  | |                                        | 24695 DDB  |
|                                                                         |                                                          | Ernst-Leitz-Straße 47 LageFlur: 17, Flurstück: 123/6 | |                                        | 24696 DDB  |
|                                                                         |                                                          | Ernst-Leitz-Straße 52 LageFlur: 17, Flurstück: 58/6 | |                                        | 24697 DDB  |
|                                                                         |                                                          | Ernst-Leitz-Straße 57 LageFlur: 17, Flurstück: 394/119                                                                                                   | |                                        | 24698 DDB  |
|                                                                         |                                                          | Ernst-Leitz-Straße 59 LageFlur: 17, Flurstück: 118/1 | |                                        | 24699 DDB  |
|                                                                         |                                                          | Flutgrabenstraße 6 LageFlur: 5, Flurstück: 6/3 | |                                        | 24721 DDB  |
| weitere Bilder                                                          |                                                          | Frankfurter Straße 8 LageFlur: 12, Flurstück: 206/78 | |                                        | 24726 DDB  |
| weitere Bilder                                                          |                                                          | Frankfurter Straße 13/15 LageFlur: 12, Flurstück: 21 | |                                        | 24727 DDB  |
|                                                                         |                                                          | Frankfurter Straße 18 LageFlur: 12, Flurstück: 86/2 | |                                        | 24728 DDB  |
|                                                                         |                                                          | Frankfurter Straße 22 LageFlur: 12, Flurstück: 145/93 | |                                        | 24729 DDB  |
|                                                                         |                                                          | Frankfurter Straße 24 LageFlur: 12, Flurstück: 94/2 | |                                        | 24730 DDB  |
|                                                                         |                                                          | Frankfurter Straße 31 LageFlur: 12, Flurstück: 1/11 | |                                        | 24731 DDB  |
| weitere Bilder                                                          |                                                          | Frankfurter Straße 31a LageFlur: 12, Flurstück: 313/1 | |                                        | 24732 DDB  |
| weitere Bilder                                                          |                                                          | Frankfurter Straße 33 LageFlur: 12, Flurstück: 314/1 | |                                        | 24733 DDB  |
| Gebäude am linken Bildrand                                              |                                                          | Frankfurter Straße 35 LageFlur: 35, Flurstück: 198/70 | |                                        | 24734 DDB  |
|                                                                         |                                                          | Frankfurter Straße 37 LageFlur: 35, Flurstück: 141/70 | |                                        | 24735 DDB  |
|                                                                         |                                                          | Frankfurter Straße 43 LageFlur: 35, Flurstück: 136/72 | |                                        | 24736 DDB  |
|                                                                         |                                                          | Frankfurter Straße 53 LageFlur: 35, Flurstück: 60/3 | |                                        | 24737 DDB  |
|                                                                         |                                                          | Frankfurter Straße 63 LageFlur: 35, Flurstück: 111/29 | |                                        | 24738 DDB  |
|                                                                         |                                                          | Frankfurter Straße 76 LageFlur: 39, Flurstück: 36/3 | |                                        | 24739 DDB  |
| weitere Bilder                                                          | Spilburg-Kaserne.                                        | Frankfurter Straße ohne Nummer LageFlur: 36, Flurstück: 13/4, 13/5, 13/6, 13/14, 13/16, 13/18, 13/19, 13/21, 13/30, 13/32, 13/33, 65/12, 65/15,          | Sachgesamtheit Exerzierplatz mit umgebender Bebauung von 1914 (heute Charlotte-Bamberg-Straße, Steinbühlstraße, Spilburgstraße). Heute Campus der Technischen Hochschule Mittelhessen                         |                                        | 25250 DDB  |
| Ukrainerdenkmal                                                         | Ukrainerdenkmal                                          | Frankfurter Straße ohne Nummer LageFlur: 40, Flurstück: 12/3                                                                                             | | 16. August 1919                        | 25251 DDB  |
| Seckendorff-Kreuz                                                       | Seckendorff-Kreuz                                        | Frankfurter Straße ohne Nummer LageFlur: 37, Flurstück: 13                                                                                               | |                                        | 29870 DDB  |
| Gefallenenehrenmal der Unteroffiziersschule                             | Gefallenenehrenmal der Unteroffiziersschule              | Frankfurter Straße ohne Nummer LageFlur: 36, Flurstück: 13/16                                                                                            | |                                        | 29872 DDB  |
| weitere Bilder                                                          | Stadtmauerreste                                          | Franziskanerstraße LageFlur: 16, Flurstück: 271/1 | |                                        | 24744      |
| weitere Bilder                                                          |                                                          | Friedenstraße 2 LageFlur: 12, Flurstück: 76/2 | Sitz der IHK Lahn-Dill |                                        | 24747 DDB  |
| weitere Bilder                                                          |                                                          | Friedenstraße 6 LageFlur: 12, Flurstück: 73/1 | |                                        | 24748 DDB  |
| weitere Bilder                                                          |                                                          | Friedenstraße 8 LageFlur: 12, Flurstück: 71/4 | |                                        | 24749 DDB  |
|                                                                         |                                                          | Friedenstraße 11 LageFlur: 12, Flurstück: 83/3 | |                                        | 24750 DDB  |
| weitere Bilder                                                          |                                                          | Friedenstraße 12 LageFlur: 12, Flurstück: 65/7 | |                                        | 24751 DDB  |
| weitere Bilder                                                          |                                                          | Friedenstraße 14 LageFlur: 12, Flurstück: 64/10 | |                                        | 24752 DDB  |
| weitere Bilder                                                          |                                                          | Garbenheimer Straße 1 LageFlur: 10, Flurstück: 11 | |                                        | 24755 DDB  |
| weitere Bilder                                                          |                                                          | Geiersberg 10 LageFlur: 13, Flurstück: 21/1 | |                                        | 24757 DDB  |
|                                                                         |                                                          | Geiersberg 13 LageFlur: 13, Flurstück: 50/1 | |                                        | 24758 DDB  |
| weitere Bilder                                                          |                                                          | Geiersberg 15 LageFlur: 13, Flurstück: 415/46 | |                                        | 24759 DDB  |
| weitere Bilder                                                          |                                                          | Geiersberg 16b LageFlur: 13, Flurstück: 43/3 | |                                        | 24760 DDB  |
| Gesamtanlage 2: Bannviertel                                             | Gesamtanlage 2: Bannviertel                              | Lage | |                                        | 30076 DDB  |
| Gesamtanlage 3: Braunfelser Straße                                      | Gesamtanlage 3: Braunfelser Straße                       | Braunfelser Straße Lage | |                                        | 30078 DDB  |
| Gesamtanlage 4: Brühlsbachstraße                                        | Gesamtanlage 4: Brühlsbachstraße                         | Brühlsbachstraße Lage | |                                        | 30079 DDB  |
| Gesamtanlage 5: Buderus-Werkssiedlung                                   | Gesamtanlage 5: Buderus-Werkssiedlung                    | Lage | |                                        | 30080 DDB  |
| Gesamtanlage 6: Formerstraße                                            | Gesamtanlage 6: Formerstraße                             | Formerstraße Lage | |                                        | 24722 DDB  |
| Gesamtanlage 7: Ehemalige Grube Raab mit Ludwigs-Stollen                | Gesamtanlage 7: Ehemalige Grube Raab mit Ludwigs-Stollen | Lage | |                                        | 30083 DDB  |
| Gesamtanlage 8: Helgebachstraße                                         | Gesamtanlage 8: Helgebachstraße                          | Helgebachstraße Lage | |                                        | 30085 DDB  |
| Gesamtanlage 9: Johanneshof                                             | Gesamtanlage 9: Johanneshof                              | Johanneshof Lage | |                                        | 24863 DDB  |
| Gesamtanlage 10: Kirchstraße/Niedergirmser Weg                          | Gesamtanlage 10: Kirchstraße/Niedergirmser Weg           | Kirchstraße/Niedergirmser Weg Lage | Siehe auch: Wetzlarer Spar- und Bauverein |                                        | 30089 DDB  |
| Gesamtanlage 11: Langgasse                                              | Gesamtanlage 11: Langgasse                               | Langgasse Lage | |                                        | 30091 DDB  |
| Gesamtanlage 12: Moritz-Budge-Straße/Neustädter Platz                   | Gesamtanlage 12: Moritz-Budge-Straße/Neustädter Platz    | Moritz-Budge-Straße/Neustädter Platz Lage | |                                        | 30093 DDB  |
| Gesamtanlage 13: Nauborner Straße                                       | Gesamtanlage 13: Nauborner Straße                        | Nauborner Straße Lage | |                                        | 30095 DDB  |
| Gesamtanlage 14: Nauborner Straße II                                    | Gesamtanlage 14: Nauborner Straße II                     | Nauborner Straße Lage | |                                        | 30097 DDB  |
| Gesamtanlage 15: Nauborner Straße III                                   | Gesamtanlage 15: Nauborner Straße III                    | Nauborner Straße Lage | |                                        | 30099 DDB  |
| Gesamtanlage 16: Naunheimer Straße                                      | Gesamtanlage 16: Naunheimer Straße                       | Naunheimer Straße Lage | |                                        | 25004 DDB  |
| Gesamtanlage 17: Neustadt                                               | Gesamtanlage 17: Neustadt                                | Lage | |                                        | 30103 DDB  |
| Gesamtanlage 18: Niedergirmes Alte Ortslage                             | Gesamtanlage 18: Niedergirmes Alte Ortslage              | Lage | |                                        | 30106 DDB  |
| Gesamtanlage 19: Reinermannstraße                                       | Gesamtanlage 19: Reinermannstraße                        | Reinermannstraße Lage | |                                        | 25064 DDB  |
| Gesamtanlage 20: Röchlingstraße                                         | Gesamtanlage 20: Röchlingstraße                          | Röchlingstraße Lage | |                                        | 30110 DDB  |
| Gesamtanlage 21: Solmser Straße                                         | Gesamtanlage 21: Solmser Straße                          | Solmser Straße Lage | |                                        | 30112 DDB  |
| Gesamtanlage 22: Siedlung am Stoppelberg                                | Gesamtanlage 22: Siedlung am Stoppelberg                 | Lage | |                                        | 30114 DDB  |
| Gesamtanlage 23: Weingartenstraße                                       | Gesamtanlage 23: Weingartenstraße                        | Weingartenstraße Lage | |                                        | 30115 DDB  |
| Die Gebäude hinten rechts stehen unter Schutz, das moderne vorne nicht. |                                                          | Gloelstraße 3-5 LageFlur: 45, Flurstück: 66/3 | |                                        | 29874 DDB  |
| Förderanlage der Grube Malapertus                                       | Förderanlage der Grube Malapertus                        | Grube Malapertus LageFlur: 4, Flurstück: 33/1 | |                                        | 29176 DDB  |
|                                                                         |                                                          | Haarbachstraße 5 LageFlur: 9, Flurstück: 11/2 | |                                        | 24791 DDB  |
|                                                                         |                                                          | Haarbachstraße 15 LageFlur: 9, Flurstück: 134/19 | |                                        | 24792 DDB  |
|                                                                         |                                                          | Haarbachstraße 20 LageFlur: 9, Flurstück: 33/1 | |                                        | 24793 DDB  |
| Goethebrunnen                                                           | Goethebrunnen                                            | Haarbachstraße ohne Nummer LageFlur: 9, Flurstück: 150/45                                                                                                | |                                        | 29175 DDB  |
| weitere Bilder                                                          |                                                          | Hainstraße 16 LageFlur: 5, Flurstück: 94/2 | |                                        | 24795 DDB  |
| weitere Bilder                                                          |                                                          | Helgebachstraße 1 LageFlur: 42, Flurstück: 5/1 | |                                        | 25202 DDB  |
|                                                                         |                                                          | Helgebachstraße 14 LageFlur: 42, Flurstück: 12/1 | |                                        | 24830 DDB  |
| weitere Bilder                                                          | Alter Jüdischer Friedhof                                 | Hinter der Stadtmauer LageFlur: 16, Flurstück: 457/183                                                                                                   | Jüdischer Friedhof mit Belegungszeit vom 17. Jahrhundert bis zur Schließung des Friedhofs 1880. Es besteht ein „neuer“ jüdischer Friedhof in Wetzlar, welcher nach der Schließung als Begräbnisstätte diente. | 17. Jahrhundert, Anlage des Friedhofs. | 24837 DDB  |
| weitere Bilder                                                          |                                                          | Hintergasse 18 LageFlur: 7, Flurstück: 71 | |                                        | 24839 DDB  |
| Erzherzog Karl-Denkmal                                                  | Erzherzog Karl-Denkmal                                   | Hohe Straße ohne Nummer LageFlur: 48, Flurstück: 29/116                                                                                                  | |                                        | 25246 DDB  |
|                                                                         |                                                          | Inselstraße 12 LageFlur: 12, Flurstück: 141/1 | |                                        | 24855 DDB  |
|                                                                         |                                                          | Kalsmuntstraße 2b LageFlur: 17, Flurstück: 150/9; 150/6                                                                                                  | |                                        | 30045 DDB  |
| Magazingebäude                                                          | Magazingebäude                                           | Kalsmuntstraße 14 LageFlur: 17, Flurstück: 150/7 | |                                        | 24691 DDB  |
|                                                                         |                                                          | Karl-Kellner-Ring 47/49 LageFlur: 2, Flurstück: 144/4 | |                                        | 24870 DDB  |
|                                                                         |                                                          | Kestnerstraße 24 LageFlur: 12, Flurstück: 1/12 | |                                        | 24872 DDB  |
|                                                                         |                                                          | Langgasse 4/6 LageFlur: 7, Flurstück: 91/2 | |                                        | 24941 DDB  |
| Hospitalkirche                                                          | Hospitalkirche                                           | Langgasse 9 LageFlur: 6, Flurstück: 11/4 | |                                        | 24942 DDB  |
|                                                                         |                                                          | Langgasse 18 LageFlur: 7, Flurstück: 83/1 | |                                        | 24943 DDB  |
|                                                                         |                                                          | Langgasse 24 LageFlur: 7, Flurstück: 79 | |                                        | 24944 DDB  |
|                                                                         |                                                          | Langgasse 26/28 LageFlur: 7, Flurstück: 77; 78 | |                                        | 30039 DDB  |
|                                                                         |                                                          | Langgasse 59–63 LageFlur: 7, Flurstück: 34, 35, 36 | |                                        | 24946 DDB  |
|                                                                         |                                                          | Langgasse 64 LageFlur: 7, Flurstück: 46/1 | |                                        | 24947 DDB  |
|                                                                         |                                                          | Langgasse 65 LageFlur: 7, Flurstück: 160/37 | |                                        | 24948 DDB  |
|                                                                         |                                                          | Langgasse 67/69 LageFlur: 7, Flurstück: 39 | |                                        | 30040 DDB  |
| weitere Bilder                                                          |                                                          | Lauerstraße 7 LageFlur: 13, Flurstück: 98/2 | |                                        | 24951 DDB  |
| Villa 'Rosenburg'                                                       | Villa 'Rosenburg'                                        | Laufdorfer Weg 4 LageFlur: 18, Flurstück: 189/36 | |                                        | 24953 DDB  |
| Haus 'Friedwart'                                                        | Haus 'Friedwart'                                         | Laufdorfer Weg 6 LageFlur: 18, Flurstück: 193/1 | |                                        | 24955 DDB  |
| (Hofgut Magdalenenhausen)                                               | (Hofgut Magdalenenhausen)                                | Magdalenenhäuser Weg 100 LageFlur: 60, Flurstück: 71/2                                                                                                   | |                                        | 24971 DDB  |
|                                                                         |                                                          | Moritz-Budge-Straße 37/39 LageFlur: 3, Flurstück: 254/2                                                                                                  | |                                        | 24977 DDB  |
|                                                                         |                                                          | Moritz-Hensoldt-Straße 28 LageFlur: 2, Flurstück: 133/6                                                                                                  | |                                        | 24979 DDB  |
|                                                                         |                                                          | Moritz-Hensoldt-Straße 30 LageFlur: 2, Flurstück: 133/5                                                                                                  | |                                        | 24980 DDB  |
|                                                                         |                                                          | Niedergirmeser Weg 10 LageFlur: 22, Flurstück: 6/52 | |                                        | 25015 DDB  |
|                                                                         |                                                          | Philosophenweg 1 LageFlur: 11, Flurstück: 19/1 | |                                        | 25051 DDB  |
|                                                                         |                                                          | Philosophenweg 2 LageFlur: 11, Flurstück: 103/1 | |                                        | 25052 DDB  |
|                                                                         |                                                          | Philosophenweg 8 LageFlur: 11, Flurstück: 150/93 | |                                        | 25053 DDB  |
|                                                                         |                                                          | Philosophenweg 10 LageFlur: 11, Flurstück: 298/93 | |                                        | 25054 DDB  |
|                                                                         |                                                          | Philosophenweg 14 LageFlur: 11, Flurstück: 191/90 | |                                        | 25055 DDB  |
|                                                                         |                                                          | Philosophenweg 15 LageFlur: 11, Flurstück: 260/45 | |                                        | 25056 DDB  |
| Villa im Heimatstil/Jugendstil                                          | Villa im Heimatstil/Jugendstil                           | Philosophenweg 16 LageFlur: 11, Flurstück: 192/89 | |                                        | 25057 DDB  |
|                                                                         |                                                          | Philosophenweg 25 LageFlur: 11, Flurstück: 53/17 | |                                        | 25206 DDB  |
|                                                                         |                                                          | Philosophenweg 39 LageFlur: 11, Flurstück: 54/4 | |                                        | 25207 DDB  |
|                                                                         |                                                          | Philosophenweg 41 LageFlur: 11, Flurstück: 206/56 | |                                        | 25208 DDB  |
|                                                                         |                                                          | Philosophenweg 43 LageFlur: 11, Flurstück: 207/56 | |                                        | 25061 DDB  |
| weitere Bilder                                                          | Brühlsbacher Warte                                       | Richard-Schirrmann-Str. ohne Nr. Lage | Der Turm wird im Volksmund als „Bleistift“ bezeichnet |                                        |            |
|                                                                         |                                                          | Röchlingstraße 1 LageFlur: 19, Flurstück: 42/1 | |                                        | 25068 DDB  |
| weitere Bilder                                                          |                                                          | Römerstraße 1/2 LageFlur: 42, Flurstück: 86/2; 84/3 | |                                        | 30047 DDB  |
| Grabdenkmal der Freifrau von Albini im Rosengärtchen                    | Grabdenkmal der Freifrau von Albini im Rosengärtchen     | Rosengärtchen LageFlur: 15, Flurstück: 4/2 | |                                        | 25259 DDB  |
|                                                                         |                                                          | Schützenstraße 11 LageFlur: 13, Flurstück: 37/2 | |                                        | 25127 DDB  |
|                                                                         |                                                          | Schützenstraße 13 LageFlur: 13, Flurstück: 38/5 | |                                        | 25128 DDB  |
|                                                                         |                                                          | Schützenstraße ohne Nummer LageFlur: 13, Flurstück: 656/39                                                                                               | |                                        | 25129 DDB  |
|                                                                         |                                                          | Solmserstraße 16 LageFlur: 18, Flurstück: 179/1 | |                                        | 29882 DDB  |
|                                                                         |                                                          | Solmserstraße 18 LageFlur: 18, Flurstück: 457/176 | |                                        | 29881 DDB  |
| Freiherr-vom-Stein-Schule                                               | Freiherr-vom-Stein-Schule                                | Stoppelberger Hohl 89 LageFlur: 44, Flurstück: 15/6 | |                                        | 29873 DDB  |
|                                                                         |                                                          | Uferstraße 6 LageFlur: 5, Flurstück: 159/12 | |                                        | 25179 DDB  |
| Amtsgericht Wetzlar                                                     | Amtsgericht Wetzlar                                      | Wertherstraße 2 LageFlur: 12, Flurstück: 356/44 | |                                        | 25192 DDB  |
|                                                                         |                                                          | Wertherstraße 5 LageFlur: 11, Flurstück: 179/90 | |                                        | 25193 DDB  |
|                                                                         |                                                          | Wertherstraße 7 LageFlur: 11, Flurstück: 89/1 | |                                        | 25194 DDB  |
|                                                                         |                                                          | Wertherstraße 10/12 LageFlur: 46, Flurstück: 10/3, 34/11                                                                                                 | |                                        | 25195 DDB  |
|                                                                         |                                                          | Wertherstraße 14 LageFlur: 46, Flurstück: 32/12 | |                                        | 25196 DDB  |
|                                                                         |                                                          | Wertherstraße 29 LageFlur: 11, Flurstück: 66/4 | |                                        | 25197 DDB  |

## Ehemalige Kulturdenkmäler
| Bild            | Bezeichnung                                 | Lage                           | Beschreibung                                                               | Bauzeit | Objekt-Nr. |
| --------------- | ------------------------------------------- | ------------------------------ | -------------------------------------------------------------------------- | ------- | ---------- |
| Bild gesucht BW | Güterbahnhofsgebäude/Güterabfertigungshalle | Bahnhofstraße ohne Nummer Lage | Gebäude musste nach Brand abgerissen werden und dem Forum Wetzlar weichen. |         |            |